# Irisberto Herrera
Irisberto Herrera (nascut el 7 de desembre de 1968), és un jugador d'escacs cubà, nacionalitzat espanyol des de 2007, que té el títol de Gran Mestre des de 1999.
A la llista d'Elo de la FIDE del setembre de 2020, hi tenia un Elo de 2420 punts, cosa que en feia el jugador número 73 de l'estat espanyol. El seu màxim Elo va ser de 2483 punts, a la llista de juliol de 2002 (posició 686 al rànquing mundial).

## Resultats destacats en competició
El 1986 guanyà el Campionat de Cuba juvenil. i el 1996, quedà primer, empatat amb Julio Becerra, al Campionat de Cuba absolut, a Las Tunas.